# Condado de Cherokee (Iowa)
El condado de Cherokee (en inglés: Cherokee County, Iowa), fundado en 1851, es uno de los 99 condados del estado estadounidense de Iowa. En el año 2000 tenía una población de 13 035 habitantes con una densidad poblacional de 9 personas por km². La sede del condado es Cherokee.

## Geografía
Según la Oficina del Censo, el condado tiene un área total de 1494 km² (576,8 mi²), de la cual 1494 km² (576,8 mi²) es tierra y 0 km² (0 mi²) es agua.

### Condados adyacentes
- Condado de O'Brien norte
- Condado de Buena Vista este
- Condado de Ida sur
- Condado de Woodbury suroeste
- Condado de Plymouth oeste

## Demografía

Condado de Cherokee distribución de la población por edad y sexo, censo de 2000

En el 2000 la renta per cápita promedia del condado era de $35 142, y el ingreso promedio para una familia era de $42 897. El ingreso per cápita para el condado era de $17 934. En 2000 los hombres tenían un ingreso per cápita de $29 612 contra $21 181 para las mujeres. Alrededor del 7.30% de la población estaba bajo el umbral de pobreza nacional.
| 1900   | 1910   | 1920   | 1930   | 1940   | 1950   | 1960   | 1970   | 1980   | 1990   | 2000   |
| ------ | ------ | ------ | ------ | ------ | ------ | ------ | ------ | ------ | ------ | ------ |
| 16 570 | 16 741 | 17 760 | 18 737 | 19 258 | 19 052 | 18 598 | 17 269 | 16 238 | 14 098 | 13 035 |

## Lugares

### Ciudades y pueblos
- Aurelia
- Cherokee
- Cleghorn
- Larrabee
- Marcus
- Meriden
- Quimby
- Washta

### Principales carreteras
- U.S. Highway 59
- Carretera de Iowa 3
- Carretera de Iowa 7
- Carretera de Iowa 31
- Carretera de Iowa 143